# Rap Cat
Rap Cat est une marionnette créée en 2006 par la société publicitaire new-yorkaise Amalgamated.

## L’histoire
Rap Cat est une marionnette représentant un chat rappeur, créée à des fins promotionnelles, d’abord pour les fast-food Checkers (en) (société issue de la fusion des entreprises Checkers et Rally’s en 1999) et ensuite en tant que mascotte de cette société. Il est conçu à partir d’un chat réel, Hermie, qui vit à Toledo, dans l’Ohio.
Dans un humour absurde, elle vantait les mérites de rentrer dans le restaurant par le côté gauche et non par le côté droit, puisqu'en outre des offres promotionnelles on pouvait admirer Rap Cat, miaulant une parodie de rap East Coast.
L’aspect visuel et drolatique de la marionnette a poussé les créateurs à exploiter le filon et en mars 2007, la chaîne Checkers finance la production du clip d’une chanson de Rap Cat intitulée Meow Meow.
On lui a ainsi créé une biographie, éditée en livre: I, RapCat, où le chat se révèle issu des bas-fonds new-yorkais, après s’est fait arrêter pour deal de croquettes, avec des albums tels que 8 Lives Left et Look What I Dragged In.

## Controverse
Une campagne promotionnelle de Checkers a cherché à pousser plus avant la popularité de Rap Cat avec des clips vidéo postés sur Youtube, ainsi que des peluches à l’effigie de leur mascotte. Ainsi les patrons de la chaîne de restaurants voulaient s’approprier le concept, ou tout du moins, le monopoliser et le faire leur, et ainsi encaisser les droits.
Checkers a conçu des sac d'emballage en papier, avec des parties à découper, pour faire une sorte de maillot de basket-ball aux chats des clients. La société a encouragé ces clients à envoyer les meilleurs prises vidéos de ces chats habillés sur un site web dédié. Cela a valu la colère de sociétés de défense des animaux aux États-Unis. Celles-ci ont argué que diffuser ces images de chat habillés pourrait, dans une vague de mode, inciter les gens à habiller de même leurs animaux de compagnie, ce qui est considéré comme de la cruauté,.